# Gare de Vittel
Gare de Vittel – stacja kolejowa w Vittel, w departamencie Wogezy, w regionie Grand Est, we Francji. Jest zarządzana przez SNCF (budynek dworca) i przez RFF (infrastruktura).
Stacja jest obsługiwana przez pociągi TER Lorraine.

## Linie kolejowe
- Merrey – Hymont – Mattaincourt